# Dolmen von Port-Mélite

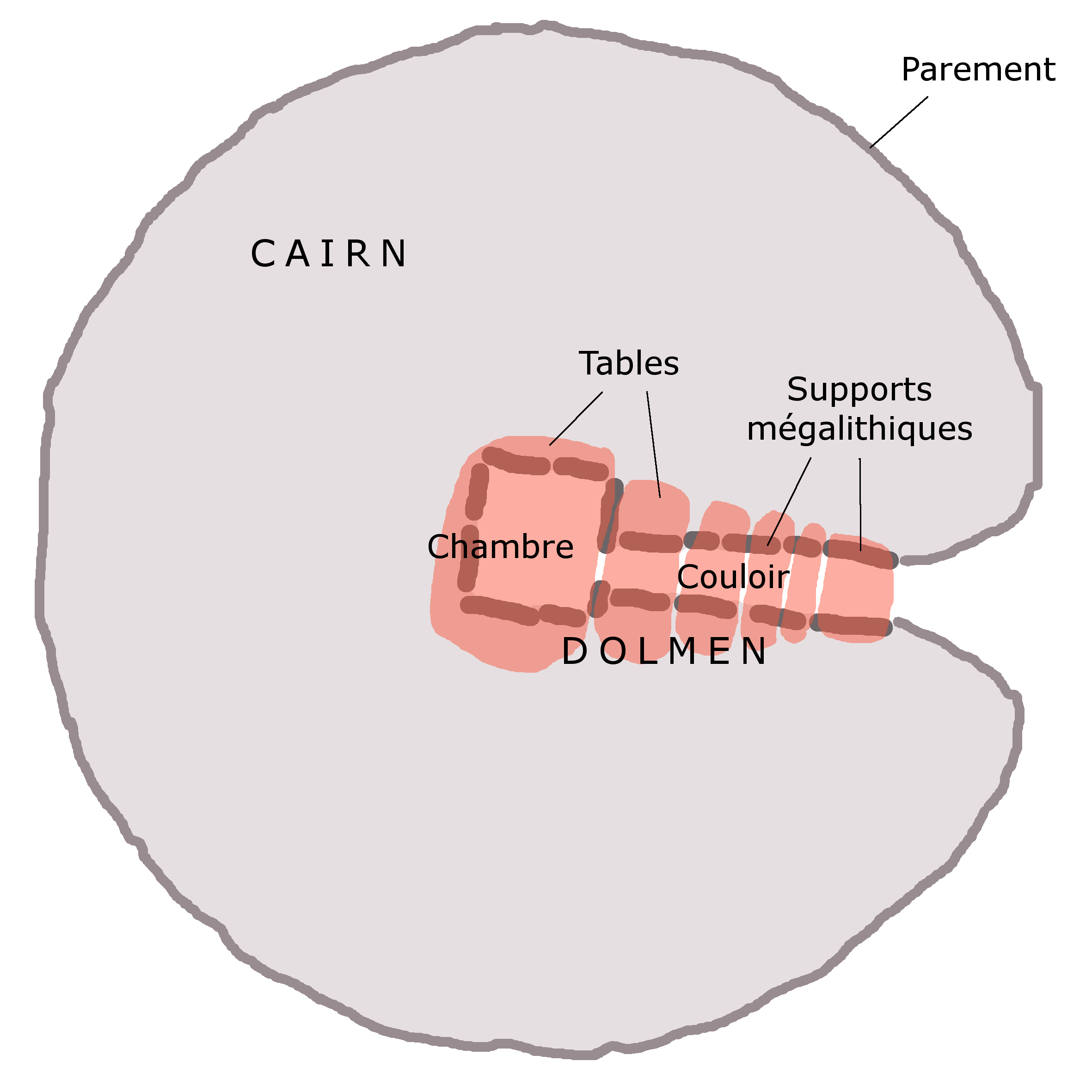
Idealtypischer „Dolmen mit Gang“ – hier im Tumulus

Der Dolmen von Port-Mélite (auch Mené Guioré genannt) liegt strandnah östlich des Ortes im Norden der Île de Groix im Département Morbihan in der Bretagne in Frankreich. Dolmen ist in Frankreich der Oberbegriff für Megalithanlagen aller Art (siehe: Französische Nomenklatur).
Der West-Ost orientierte Gangdolmen (französisch Dolmen à couloir) ist nach Osten offen. Er wurde durch Raubgrabungen gestört. Die meisten Orthostaten und drei Deckenplatten, von denen eine am Zugang liegt, sind noch vorhanden. Der Dolmen hat seine äußere Struktur weitgehend verloren. Die Länge der trapezoiden Kammer beträgt 2,5 m bei einer Breite von 1,8 m. Einige Schälchen sind erkennbar. Vom Cairn ist kein Material erhalten.
In der Nähe liegt die Allée couverte von Kerrohet.